# Sinergy
Sinergy fue un grupo finlandés de power metal, formado con la idea de crear una banda de metal liderada por una voz femenina.

## Historia
Dicha idea surge cuando la entonces teclista de Dimmu Borgir Kimberly Goss conoce a Jesper Strömblad, guitarrista de In Flames durante una gira conjunta alrededor del mundo. Pero debido a falta de tiempo, por compromisos con sus respectivos grupos, no pudieron concretar la idea.
Cuando Kimberly dejó Dimmu Borgir y se mudó a Suecia, decidió con Strömblad que era hora de llevar a cabo el proyecto. Dicho proyecto recibiría el nombre de Sinergy. Para esto recurrieron a los servicios del guitarrista Alexi Laiho (de Children of Bodom), del bajista Sharlee D'Angelo (de Arch Enemy) y del baterista Ronny Milianowicz (de Dionysus).
El álbum debut Beware the Heavens fue grabado en 1999 y tenía un concepto básico: regresar a la esencia de las bandas metal con voz líder femenina, dejando a un lado los elementos de ópera introducidos en los 90 y retomando el estilo de cantantes como Doro Pesch (de Warlock). El disco vendió bastante bien y fue recibido con entusiasmo por los fanes del metal en Europa, pero Sinergy enfrentaba serios problemas a la hora de manejar el tiempo que sus miembros dedicaban a sus bandas principales.
Para complicar más las cosas, Kimberly se mudó a Finlandia a finales de ese mismo año, haciendo casi imposible para ellos reunirse con regularidad, estando tres miembros de la banda viviendo en Suecia. Roope Latvala (miembro fundador de Stone, una de las bandas que inició el movimiento heavy metal en Finlandia) asumió la posición de guitarrista rítmico, Marco Hietala de Tarot hoy también en Nightwish, como bajista y Tonmi Lillman fue elegido como batería. Esta formación grabó To Hell and Back en el 2000, e inmediatamente salió de gira con Nightwish. Para ese momento, Sinergy estaba empezando a recibir reconocimiento internacional. Esta gira fue notable tal vez por haberse incluido en el DVD de Nightwish From Wishes to Eternity. 
Así entonces, la banda pudo asumir su verdadera identidad con la grabación del álbum Suicide By My Side. Kimberly abandonó el uso de vocales suaves cambiando a un estilo más fuerte y con más impacto. Alexi y Roope compusieron solos memorables para este álbum, como el de I Spit On Your Grave. Poco después del lanzamiento de este álbum, el baterista Tommi Lillman abandonó la banda y fue remplazado por el baterista Janne Parviainen (de Barathrum). También Marco Hietala, presumiblemente por sus compromisos con Nightwish, y fue reemplazado por la bajista estadounidense Melanie Sisneros (de Eden y The Iron Maidens). Sin embargo, Melanie sólo permaneció un concierto, y posteriormente dejó la banda. Lauri Porra (de Stratovarius) se volvió el bajista de la banda desde ese tiempo hasta el día de hoy.
Sinergy ha estado grabando su cuarto álbum, que será titulado Sins of the Past, desde el 2005, y estaba planeado para salir ese mismo año, pero debido a una serie de compromisos, se atrasó hasta el 2009.
De acuerdo con Alexi, Sinergy ha disuelto, y ya no es un proyecto de música activo.

## Miembros finales
- Kimberly Goss - Vocales
- Alexi Laiho - Guitarra solista
- Roope Latvala - Guitarra rítmica y, al mismo tiempo, guitarra solista
- Lauri Porra - Bajo
- Janne Parviainen - Batería

## Antiguos miembros
- Jesper Strömblad, 1997~1999 (Guitarra rítmica)
- Sharlee D'Angelo, 1997-1999 (Bajo)
- Marco Hietala, 1999-2002 (Bajo)
- Melanie Sisneros, 2002 (Bajo)
- Ronny Milianowicz, 1997-1999 (Batería)
- Tonmi Lillman, 1999-2001 (Batería)

## Discografía
- Beware the Heavens (1999)
- To Hell and Back (2000)
- Suicide By My Side (2002)
- Sins of the Past (To be released)

- Datos: Q1426990